# Coccidencyrtus albiflagellum
Coccidencyrtus albiflagellum är en stekelart som först beskrevs av Girault 1915.  Coccidencyrtus albiflagellum ingår i släktet Coccidencyrtus och familjen sköldlussteklar. Inga underarter finns listade i Catalogue of Life.